# Estació d'Aeri de Montserrat
Aeri de Montserrat (fins al 2009 anomenada Montserrat-Aeri) és una estació ferroviària de la línia R5 de la Línia Llobregat-Anoia de FGC, situada al costat de l'estació inferior del telefèric funicular Aeri de Montserrat. L'estació es troba al terme municipal de Monistrol de Montserrat, a la comarca catalana del Bages.
L'aprovació del projecte d'un telefèric al Monestir el 1928, aprofitant la nova línia de Martorell a Manresa d'ample mètric recentment construïda el 1922, va fer que els Ferrocarrils Catalans iniciessin les gestions per un construir un baixador just al costat de l'estació inferior de l'Aeri de Montserrat. L'estació de ferrocarril es van inaugurar el 1930 coincidint amb la posada en servei del Telefèric, que permetia accedir al monestir de manera paral·lela al Cremallera de Montserrat (inaugurat el 1892 i amb connexió amb els Ferrocarrils Catalans a Monistrol des de 1922).
El tancament del tren cremallera el 1957 deixà l'estació de l'Aeri com a únic punt d'accés a la muntanya des de la línia Martorell-Manresa. Aquesta situació perdurà fins que el 2003 es va reobrir el Cremallera de Montserrat.

## Serveis ferroviaris i del telefèric
| Procedència/Destinació       | <                   | Línia | >                       | Procedència/Destinació |
| ---------------------------- | ------------------- | ----- | ----------------------- | ---------------------- |
| Línia Llobregat-Anoia de FGC |                     |       |                         |                        |
| Barcelona - Pl. Espanya      | Olesa de Montserrat |       | Monistrol de Montserrat | Manresa-Baixador       |
| Telefèric Aeri de Monserrat  |                     |       |                         |                        |
| terminal                     | terminal            |       | Montserrat-Monestir     | Montserrat-Monestir    |